# Преспа (град)
Вижте пояснителната страница за други значения на Преспа.
Преспа е средновековен град, разположен в едноименната област в Югозападна Македония. Той е резиденция и лобно място на българския цар Самуил, а според някои историци е столица на Първата българска държава и седалище на българската патриаршия в последните десетилетия на X век.

## Местоположение
Топонимът Преспа се употребява за езеро, селище на остров или просто остров. Според Иван Микулчич името Преспа се дължи на това, че остров Свети Ахил в Малкото Преспанско езеро е близо до канала, през който водата се пресипва от Малкото в Голямото Преспанско езеро.
Известният писмен и археологически материал позволява да се заключи, че в края на Ранното средновековие строителна дейност е имало:
- на остров Свети Ахил в Малкото Преспанско езеро (днес на територията на Гърция[3]);
- в днешното село Герман – източно от Малкото Преспанско езеро, Гърция;
- на островите Град (днес в Северна Македония) и Мали град (днес в Албания) в Голямото Преспанско езеро;
- в околността на село Цари Двор – северно от Голямото Преспанско езеро;
- на билото на Галичица, планинската верига между Преспа и Охрид (крепостта Василида)[2].

 Допустимо е същинският град – средище на тази агломерация от селища, крепости и манастири – да се търси на остров Свети Ахил. Той е най-големият от трите изброени острова (дълъг е 1700 м и широк – 500 m). Южният край на острова се издига на 83 m над езерото. В тази част лежат руините на голяма средновековна крепост. На Свети Ахил са открити развалини на няколко църкви. Сред тях е и голяма базилика, която според някои изследователи е един от седемте големи храма, построени от княз Борис I след покръстването, а според други е строена от тесалийски гърци по заповед на Самуил. По своя архитектурен план тя наподобява отчасти Голямата базилика в старата българска столица Плиска. Сред развалините ѝ са се запазили паметници на ранносредновековната живопис и скулптура в българската държава. От вътрешната страна на апсидата са изписани имената на епископиите, подчинени на българския патриарх в края на X век. Централната част на острова заедно с височините Кале и Кулата изглежда е била укрепена. По-ниската и бреговата част е била застроена с църкви и вероятно жилищни постройки. Тя е образувала нещо като външен град. Северният край носи името Порта. Може да се предположи, че и външният град е разполагал със защитна система.

## История
Градът придобива голямо политическо значение след 971 г., когато българската столица Велики Преслав е завладяна от византийците (вижте Българо-византийски войни). Преспа е едно от средищата на въстанието на комитопулите, които отхвърлят византийската власт от западните български земи. Изказана е хипотеза, че езерният град е резиденция на най-стария от четиримата комитопули – Давид, преди да бъде убит през 976 г. По-късно в града се установява Самуил, който, макар и без владетелска титла, на практика управлява сам българската държава след убийството на Арон през 987 г. и особено след пленяването на цар Роман в 991 г. На това основание се твърди, че през тези години Преспа се превръща в официална столица на царството. Съгласно Енциклопедия „България“ градът е столица още от 973 до 996 г., според Кирило-Методиевската енциклопедия – поне до 1015 г., но много медиевисти не приемат това виждане. Според едни в периода след падането на Преслав поне до 986 г. държавно-политически център на България е град Средец. Други смятат, че Преспа никога не е бил официална столица на Самуилова България, за разлика от Скопие и Охрид.
След превземането на крепостта Лариса в Тесалия през 983 или 985 г. Самуил отнася в Преспа мощите на Свети Ахил. На името на този светец е кръстен големият остров на Малкото Преспанско езеро. По Самуилово време на острова са издигнати дворци, свързани с крепостна кула на насрещния бряг посредством изкуствен насип. На източния бряг на езерото, край по-късното село Герман, през 992 – 993 г. комитопулът оставя паметен надпис на своите родители, Никола и Рипсимия, и на най-големия си брат, Давид (виж Самуилов надпис). Около 997 г., когато Самуил се провъзгласява за цар, в Преспа е седалището на българската патриаршия. Впоследствие то се премества в Охрид. Българския патриарх Герман, предстоятел на българската православна църква по времето на цар Самуил в края на X век, мести седалището си от Воден в Преспа и е починал тук около 1000 година.
Непосредствено след тежкото поражение на българите от византийците в Беласишката битка цар Самуил намира убежище в Преспа. Тук той посреща войниците си, ослепени от император Василий II, и умира след получения сърдечен удар на 6 октомври 1014 г. Преспа остава владетелска резиденция и при Самуиловите наследници. Тук през 1016 г. намира смъртта си сръбският княз Иван Владимир, убит по заповед на цар Иван Владислав. Византийците завладяват Преспа през 1018 г., след като по-голямата част от българските първенци се подчиняват на Василий II. Императорът запазва крепостта и я прекръства на Констанция.
Преспа е освободена в 1040 г. от Цар Петър Делян, и е едно от последните места, в които Византия повторно успява да установи господството си в 1041 г. Преспа е разрушена повторно в 1073 г. заедно с базиликата „Свети Ахил“ и Самуиловите дворци от алемани и нормани византийски наемници, когато при подавянето на въстанието на Георги Войтех боеве има единствено при Преспа където германските наемници и викингите разграбват града, разрушават дворците на цар Самуил и заедно с тях разграбват и разрушават базиликата Свети Ахил на острова.. През XII век Преспа е спомената в исторически извори като административен център.

В 1203 г. Цар Калоян освобождава района от византийско владичество. След смъртта му тук владеее българският севастократор Стрез, след който, за кратко в началото на XIII век е във властта на Епирското деспотство, което скоро е разгромено от Иван Асен II и тук отново е част от Българската държава. През 1259 г. е заюван от Никея. По-късно след което следите на това средище изчезват от историческата сцена.
При разкопки на остров Свети Ахил през 1969 г. гръцкият археолог Николаос Муцопулос открива гроб, в който се смята, че е погребан Самуил.